# ŠNK Ratar Piškorevci
Športski nogometni klub Ratar Piškorevci hrvatski je nogometni klub iz Piškorevaca kraj Đakova. Trenutačno se natječe u 2. ŽNL Osječko-baranjskoj NS Đakovo. 

## Povijest
Klub je osnovan 1925. godine pod imenom NK Jadran. Osnivač kluba bio je Ivan Debogović. Osnivanjem KUD-a Zora u Piškorevcima 1927. godine, ime kluba iste godine promijenjeno je u NK Zora, da bi 1947. godine inicijativom Ive Anđelića, Marijana Anušića i Branimira Maštrovića klub dobio ime ŠNK Ratar koje je ostalo do danas.[nedostaje izvor]

## Uspjesi
Osvojeno 1. mjesto u 2. ŽNL NS Đakovo u sezoni 2016./17. Osvajanjem prvog mjesta klub je kao prvak iz 2. ŽNL NS Đakovo igrao kvalifikacije za 1. ŽNL s prvakom iz 2. ŽNL NS Našice, NK Motičinom. Prva utakmica u Motičini završila je 2:1 za domaćina, a u uzvratu je Ratar bio bolji s 3:1, ukupno 4:3.[nedostaje izvor]
Najviši stupanj u kojem se natjecao bila je 3. HNL – Istok, u razdoblju od 1994. do 1998.[nedostaje izvor]

## Plasmani kluba u novijoj povijesti
| Sezona    | Liga                               | Plasman    |
| --------- | ---------------------------------- | ---------- |
| 2000./01. | 2. ŽNL Osječko-baranjska NS Đakovo | 6. mjesto  |
| 2001./02. | 2. ŽNL Osječko-baranjska NS Đakovo | 5. mjesto  |
| 2002./03. | 2. ŽNL Osječko-baranjska NS Đakovo | 8. mjesto  |
| 2003./04. | 2. ŽNL Osječko-baranjska NS Đakovo | 1. mjesto  |
| 2004./05. | 2. ŽNL Osječko-baranjska NS Đakovo | 1. mjesto  |
| 2005./06. | 2. ŽNL Osječko-baranjska NS Đakovo | 1. mjesto  |
| 2006./07. | 2. ŽNL Osječko-baranjska NS Đakovo | 7. mjesto  |
| 2007./08. | 2. ŽNL Osječko-baranjska NS Đakovo | 3. mjesto  |
| 2008./09. | 2. ŽNL Osječko-baranjska NS Đakovo | 2. mjesto  |
| 2009./10. | 2. ŽNL Osječko-baranjska NS Đakovo | 7. mjesto  |
| 2010./11. | 2. ŽNL Osječko-baranjska NS Đakovo | 6. mjesto  |
| 2011./12. | 2. ŽNL Osječko-baranjska NS Đakovo | 14. mjesto |
| 2012./13. | 2. ŽNL Osječko-baranjska NS Đakovo | 13. mjesto |
| 2013./14. | 2. ŽNL Osječko-baranjska NS Đakovo | 8. mjesto  |
| 2014./15. | 2. ŽNL Osječko-baranjska NS Đakovo | 4. mjesto  |
| 2015./16. | 2. ŽNL Osječko-baranjska NS Đakovo | 4. mjesto  |
| 2016./17. | 2. ŽNL Osječko-baranjska NS Đakovo | 1. mjesto  |
| 2017./18. | 1. ŽNL Osječko-baranjska           | 13. mjesto |
| 2018./19. | 1. ŽNL Osječko-baranjska           | 7. mjesto  |
| 2019./20. | 1. ŽNL Osječko-baranjska           | 10. mjesto |
| 2020./21. | 1. ŽNL Osječko-baranjska           | 11. mjesto |
| 2021./22. | 1. ŽNL Osječko-baranjska           | 14. mjesto |
| 2022./23. | 1. ŽNL Osječko-baranjska           | 6. mjesto  |
| 2023./24. | 1. ŽNL Osječko-baranjska           | 15. mjesto |
| 2024./25. | 2. ŽNL Osječko-baranjska NS Đakovo |            |

## Vanjske poveznice
- Profil, HNS Semafor